# Nutrizio
Nutrizio, t.j. Nutrizio-Babić, trogirska plemićka obitelj. Obiteljsko stablo počinje 1155. s poljičkim knezom Ilijom Babićem. U 18. stoljeću je talijanizirana. Bili su najuglednija trogirska obitelj potkraj 19. i početkom 20. stoljeća. Imali su najljepše trogirske palače, pa tako i palaču Stafilicos u povijesnoj jezgri, vilu Biancu izvan zidina i ine. Brojne zemljišne posjede imali su po trogirskoj općini i dijelom po Splitu. Obitelj je dala odvjetnike, svećenike i liječnike školovane u Padovi, Štajerskom Gradcu i Beču. Nasuprot katedrali imali su obiteljsku ljekarnu Alla Madonna assunta, u palači Cipiko. Obitelj je dala glasovitog doktora pravnih znanosti i pisca o povijesnim, prirodnim i kulturnim prilikama u ondašnjoj Dalmaciji Petra Nutrizija-Grisogona, poduzetnika i novinara Luigija Nutrizija Babića, modnu kreatoricu Milu Schön (rođenu kao Carmen Maria Nutrizio Babić).
Postojali su ogranci Nutrizio (Babić), Nutrizio-Grisogono i Nutrizio-Guidotti. Iz grane Nutrizio-Grisogono, kapetan Šimun proglašen je grofom 1773. godine u Mletcima.